# All-Star Gala 2011
In 2011 werd het All-Star Gala in Zwolle gehouden in het Landstede Sportcentrum. Op het evenement kwamen ongeveer 1000 mensen af. De wedstrijd tussen Noord en Zuid werd gewonnen door Zuid met 107-84. De dunk wedstrijd werd dit jaar gewonnen door Ross Bekkering van ZZ Leiden. De 3-point shootout werd gewonnen door Amsterdammer Ramon Siljade.

## All*Star Game

### Teams
| Pos.                                  | Speler              | Team       |          |          |
| Starters                              | Starters            | Starters   | Starters | Starters |
| ------------------------------------- | ------------------- | ---------- | -------- | -------- |
| G                                     | Robby Bostain       | Groningen  |          |          |
| G                                     | Matt Bauscher       | Groningen  |          |          |
| F                                     | Jason Dourisseau    | Groningen  |          |          |
| F                                     | Seamus Boxley       | Leiden     |          |          |
| C                                     | Matt Haryasz        | Groningen  |          |          |
| Bank                                  |                     |            |          |          |
| G                                     | Dimeo van der Horst | Amsterdam  |          |          |
| G                                     | Jessey Voorn        | Amsterdam  |          |          |
| F                                     | Sergio de Randamie  | Amsterdam  |          |          |
| F                                     | Monta McGhee        | Leiden     |          |          |
| F                                     | Mark Sanchez        | Leeuwarden |          |          |
| C                                     | Ross Bekkering      | Leiden     |          |          |
| Coach: Marco van den Berg (Groningen) |                     |            |          |          |

| Pos.                                | Speler            | Team           |          |          |
| Starters                            | Starters          | Starters       | Starters | Starters |
| ----------------------------------- | ----------------- | -------------- | -------- | -------- |
| G                                   | Jesse Kimbrough   | Bergen op Zoom |          |          |
| G                                   | Kees Akerboom     | Den Bosch      |          |          |
| F                                   | Markel Humphrey * | Nijmegen       |          |          |
| F                                   | Tim Blue          | Bergen op Zoom |          |          |
| C                                   | Brandon Griffin   | Bergen op Zoom |          |          |
| Bank                                |                   |                |          |          |
| G                                   | Glenn Stokes      | Weert          |          |          |
| G                                   | Julien Mills      | Den Bosch      |          |          |
| F                                   | Tyler Tiedeman    | Bergen op Zoom |          |          |
| F                                   | Stefan Wessels    | Den Bosch      |          |          |
| C                                   | Marcel Aarts      | Den Bosch      |          |          |
| Coach: Herman van den Belt (Zwolle) |                   |                |          |          |

### Uitslag
De wedstrijd werd uiteindelijk met 107-84 gewonnen door Zuid. Mede door zijn 19 punten en 6 assists werd Markel Humphrey van Magixx Playing for KidsRights uitgeroepen tot MVP van de wedstrijd. Topscorers werden Brian Laing en Tyler Tiedeman met elk 21 punten.

## Dunk Contest
De dunk contest werd dit jaar gewonnen door de Canadees Ross Bekkering van ZZ Leiden.

## 3-Point Shootout
Dit jaar werd er ook weer een 3-point shootout gehouden. Deelnemers waren Robby Bostain, Mitchel Kouwijzer, Chip Jones, Mark Sanchez, Lawrence Borha, Jessey Voorn, Ramon Siljade en Jesse Kimbrough. Ramon Siljade won uiteindelijk de wedstrijd, door in de finale teamgenoot Voorn te verslaan met 16-13.
|  | halve finale      | halve finale |  |              | finale        | finale |
|  |                   |              |  |              |               |        |
|  |                   |              |  |              |               |        |
|  | Ramon Siljade     | 15           |  |              |               |        |
|  | Mitchel Kouwijzer | 11           |  |              |               |        |
|  |                   |              |  |              | Ramon Siljade | 16     |
|  |                   |              |  | Jessey Voorn | 13            |        |
|  | Jesse Kimbrough   | 12           |  |              |               |        |
|  | Jessey Voorn      | 16           |  |              |               |        |